# Elżbieta Kozłowska-Świątkowska
Elżbieta Kozłowska-Świątkowska (ur. 12 marca 1954 w Białymstoku) – polska poetka. Zadebiutowała w 1976 roku na łamach pisma „Literatura”. 
Jej wiersze ukazywały się w takich periodykach, jak „Poezja”, „Twórczość”, „Kultura”, „Przegląd Kulturalny”, „Odra”, „Miesięcznik Literacki” oraz publikowane były m.in. w wydawnictwach KAW i Czytelnik. Dwukrotna laureatka Nagrody Literackiej im. Wiesława Kazaneckiego za lata: 1994 i 1999.

## Twórczość[1][2]
Poezja
- Niedosłowna - z serii Poezja polska - 20 w wyd. Czytelnik (1979)
- Nazywam się Nikt wyd. Krajowa Agencja Wydawnicza, 1987
- Bolero (1990)
- Rozmowa (1994)
- Do tego domu przychodzę tylko we śnie (1999)
- Zapachy dzieciństwa (2003) wyd. Ag-Bart ISBN 978-83-89883-00-1

Literatura popularnonaukowa
- Cały świat gra komedię : [50 lat Państwowego Teatru Dramatycznego im. Aleksandra Węgierki w Białymstoku] (1995)
- Serce i uśmiech : w 100-lecie urodzin Marii Kownackiej (1996)
- Artyści Białegostoku XVIII-XX wiek (2005)